# Pristimantis epacrus
Pristimantis epacrus es una especie de anfibio anuro de la familia Craugastoridae.

## Distribución
Esta especie es endémica del departamento de Caquetá en Colombia. Habita en el municipio de Florencia entre los 740 y 1660 m sobre el nivel del mar en la vertiente oriental de la Cordillera Oriental.

## Descripción
Los machos miden de 21.6 a 27.3 mm y las hembras de 33.3 a 44.7 mm.

## Publicación original
- Lynch & Suárez-Mayorga, 2000 : A new frog (Eleutherodactylus: Leptodactylidae) from the southern part of the Cordillera Oriental of Colombia. Revista de la Academia Colombiana de Ciencias Exactas Físicas y Naturales, vol. 24, n.º 91, p. 289-293[6]